# Giovanni Pavanello
Giovanni Pavanello (Genova, 15 febbraio 1906 – ...) è stato un calciatore italiano, di ruolo attaccante.

## Carriera
Dopo un anno al Viareggio, in Prima Divisione Nord, nel 1929 passa al Foggia, dove, nell'arco di sette campionati, mette a segno complessivamente 62 gol.
Con i pugliesi vince il campionato di Prima Divisione 1932-1933 e conquista la promozione in Serie B, debuttando così tra i cadetti nel 1933-1934 e disputando tre campionati di Serie B, per un totale di 77 presenze e 20 reti.

## Palmarès

### Club

#### Competizioni nazionali
- Prima Divisione: 1

Foggia: 1932-1933